# Wando
Wando (Cajuri, 1945. október 2. – Nova Lima, 2012. február 8.) brazil énekes. A Wanderley Alves dos Reis néven született zenész becenevét nagymamájától kapta.

## Diszkográfia
- Glória a Deus No Céu e Samba na Terra (1973)
- Wando (1975)
- Porta do Sol (1976)
- Ilusão (1977)
- Gosto de Maçã (1978)
- Gazela (1979)
- Bem-vindo (1980)
- Pelas Noites do Brasil (1981)
- Fantasia Noturna (1982)
- Coisa Cristalina (1983)
- Vulgar e Comum é Não Morrer de Amor (1985)
- Ui-Wando Paixão (1986)
- Coração Aceso (1987)
- O Mundo Romântico de Wando (1988)
- Obsceno (1988)
- Tenda dos Prazeres (1990)
- Depois da Cama (1992)
- Mulheres (1993)
- Dança Romântica (1995)
- O Ponto G da História (1996)
- Chacundum (1997)
- Palavras Inocentes (1998)
- S.O.S. de Amor (1999) - Live
- Picada de Amor (2000)
- Fêmeas (2012)